# Estadio Nacional de Fútbol (Puerto Moresby)
El Estadio Nacional de Fútbol (en inglés: National Football Stadium), anteriormente conocido como Lloyd Robson Oval y abreviado comúnmente NFS, es un estadio multiusos localizado en Puerto Moresby, Papúa Nueva Guinea. Es utilizado generalmente para partidos de rugby league y fútbol, siendo el recinto donde se desempeña la selección de rugby league del país y donde se disputa la final del Liga Nacional de Fútbol de Papúa Nueva Guinea.
Fue remodelado entre 2015 y 2016 para poder alcanzar los criterios requeridos por la FIFA para acoger la Copa Mundial Femenina de Fútbol Sub-20 de 2016. Cuenta con un campo de juego secundario y otro para los entrenamientos.